# Amaranthus cauliflorus
Amaranthus cauliflorus är en amarantväxtart som beskrevs av Heinrich Friedrich Link. Amaranthus cauliflorus ingår i släktet amaranter, och familjen amarantväxter. Inga underarter finns listade i Catalogue of Life.